# Trachipterus fukuzakii
Trachipterus fukuzakii är en fiskart som beskrevs av Fitch, 1964. Trachipterus fukuzakii ingår i släktet Trachipterus och familjen vågmärsfiskar. Inga underarter finns listade i Catalogue of Life.